# Gymnasiumstraße (Heilbronn)
Die Gymnasiumstraße liegt in der östlichen Innenstadt von Heilbronn und verbindet die Schillerstraße und den Alten Friedhof im Norden mit der Ecke Uhland-/Wollhausstraße sowie dem Uhlandplatz im Süden. Sie wurde 1948 nach dem einst dort befindlichen Karlsgymnasium benannt. Bis 1867 hieß sie Schafhausweg, von 1867 bis 1871 Schafhausstraße und von 1871 bis 1948 Friedensstraße.  Die Namensänderung fand wahrscheinlich statt, um die Straße nicht mit der ähnlich klingenden Friedenstraße in Böckingen zu verwechseln. Seit 1904 findet Ende Februar der Pferdemarkt auch auf einem Teilabschnitt der Gymnasiumstraße statt.

## Bauwerke

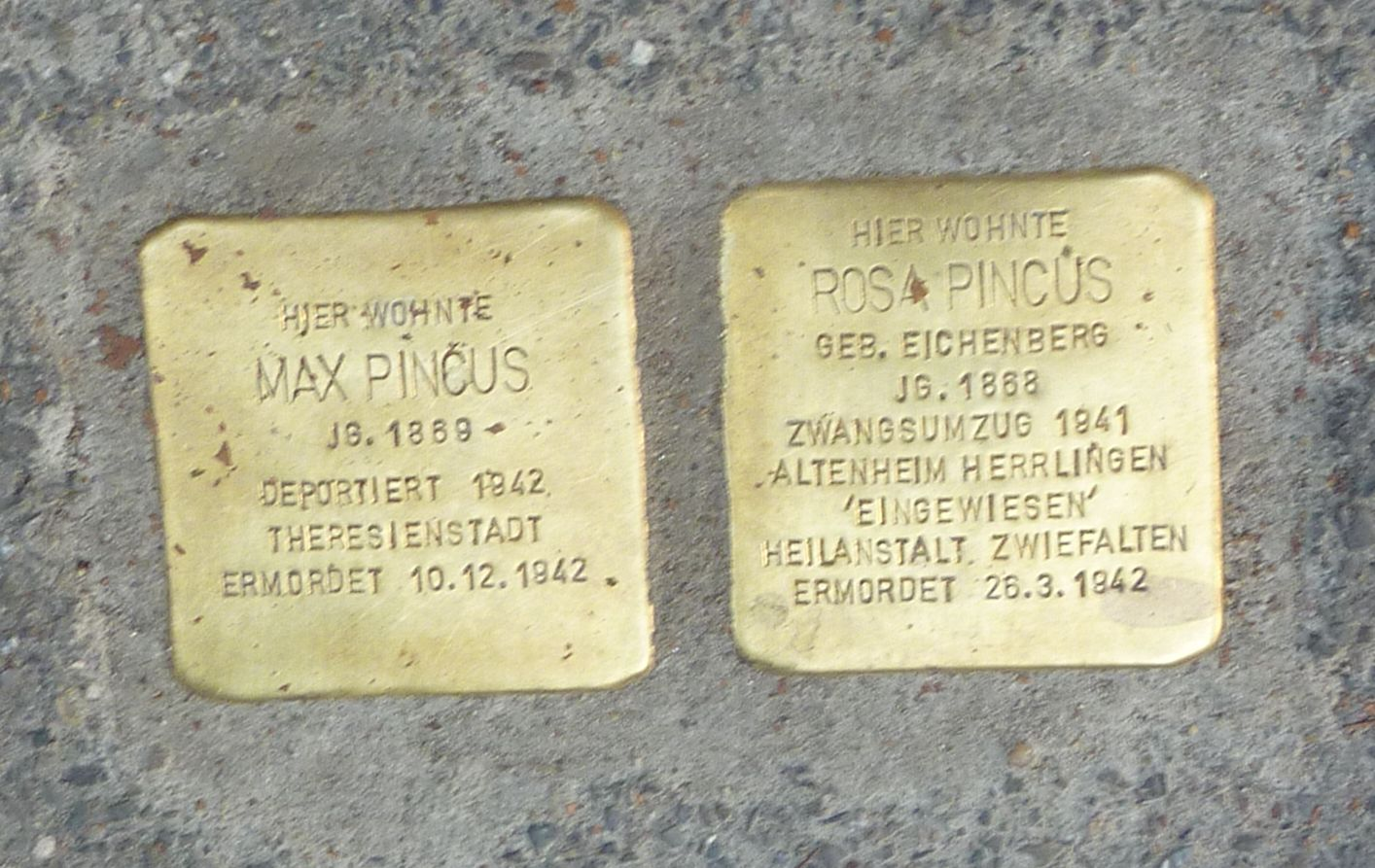
Stolpersteine für das Ehepaar Pincus an der Gymnasiumstraße 31

- Vor dem Haus Nr. 31 befinden sich zwei Stolpersteine für das jüdische Ehepaar Max und Rosa Pincus.[5]
- Das Haus Nr. 32  wurde 1887 nach Plänen des Architekten Philipp Sulzberg als Wohnhaus mit Laden für Louis Boie erbaut. Später erfolgten noch Anbauten und eine Aufstockung. Laut Adressbuch wohnte dort 1895 auch der damalige Oberbürgermeister Paul Hegelmaier. Das Bauwerk wurde 1949 wieder aufgebaut. Vor dem Gebäude befinden sich zwei Stolpersteine für das jüdische Ehepaar Max und Hermine Strauss.[6]
- Von 1949 bis 2009 befand sich in der Nr. 37 die traditionsreiche Buchhandlung Fr. Stritter.
- Von 1950 bis 1982 befand sich in der Nr. 44 das Heilbronner Arbeitsamt.
- Vor der Nr. 48 befindet sich ein Stolperstein für die jüdische Witwe Bertha Sternfeld (geb. Igersheimer)[7]
- In der Nr. 64 (vorher Friedensstraße) wurde 1875 die Stadtkelter erbaut. 1885 erfolgte ein Anbau. Seit 1892 besaß die Weingärtnergesellschaft Heilbronn den Keller des Gebäudes, das 1937 noch erweitert wurde. Der oberirdische Teil wurde 1944 zerstört und 1950 von der Weingärtnergenossenschaft erworben und 1951 durch einen Neubau ersetzt. 1974 verkaufte die Genossenschaft das Gebäude und zog in die Binswanger Straße 150 um. Im Laufe der Jahre wurde ein Depot des Historischen Museums eingerichtet. Seit 1980 besaß das Heilbronner Theater Räume im Bauwerk, wobei auch Schulen und Vereine die Räume nutzten. Seit Oktober 2007 wird das Gebäude als Schulmensa von der Aufbaugilde für das Theodor-Heuss-Gymnasium und das Mönchsee-Gymnasium betrieben.
- In der Ecke Gymnasium-/Karlstraße Nr. 72 (vorher Friedenstraße) befand sich ab 1877 ein Wohnhaus für den Werkmeister Louis Huber, das nach den Plänen der Architekten Maute & Moosbrugger erbaut wurde. Das Hintergebäude 72 b wurde 1894 ebenfalls von den beiden Architekten als Remise und Stall für die Witwe Emma Cloß erbaut. Die Fabrikanten Otto und Hans Merker verrichteten Umbauten.[8] Das Haus wurde 1954 nach Plänen des Architekten Herbert Alber für die Paul Haas GmbH erbaut. Die 2 Sgraffiti an der Fassade stammen vom Schwiegersohn Walter Maisak, der dort Prokurist und bis 1977 Geschäftsführer war.
- Ebenfalls in der Ecke Gymnasium-/Karlstraße (vorher Ecke Friedens-/Karlstraße) wurde am 1. März 1880 ein neues Gebäude für das Karlsgymnasium eingeweiht, das seit 1950 Theodor-Heuss-Gymnasium heißt. Das Gebäude von 1880 wurde im Zweiten Weltkrieg zerstört, 1956 bis 1958 entstand am selben Ort ein Neubau für das Gymnasium. Direkt davor befindet sich seit 1958 die Plastik Jüngling in Bronze von Gottfried Gruner, die im Volksmund Schlotterle genannt wird.[9]
- Seit 1954 befindet sich in der Nr. 82 ein Gotteshaus der evangelischen Freikirche Gemeinde Gottes.

### Abgegangene Bauwerke

Abriss der Metropol-Kinos im Frühjahr 2001

- In der Nr. 27 befanden sich von 1949 bis 2000, auf dem zuvor unbebauten hinteren Teil des Grundstücks der einstigen Heilbronner Synagoge, die Kinos 'Metropol', 'Domino', 'MiniMet' und 'Roxy'. Das Gebäude wurde Anfang 2001 abgerissen,[10] das Grundstück ist seitdem ein Parkplatz.
- In der Nr. 29 (vorher Friedensstraße) befand sich ein Wohnhausneubau für den Agenten Robert Hofmann, das von der Baugesellschaft Heilbronn ausgeführt wurde. 1913 wurde das Haus durch den HNO-Arzt Dr. Friedrich Müller zur Privatklinik umgebaut. 1925 ließ Dr. Beck das Haus umbauen. 1931 erfolgte noch ein Stockaufbau.[11]
- Das ehemalige Hintergebäude 32/1 wurde 1873 erbaut.
- In der Nr. 35 (vorher Friedensstraße) befand sich ein Gartenhaus des Agenten Scholl, das um 1998/99 restauriert wurde und seither im Botanischen Obstgarten steht.
- In der Nr. 43 (vorher Friedensstraße) stand ein Wohnhaus, das nach den Plänen der Architekten C. W. Keppeler und Adolf Braunwald für den Kaufmann Georg Hagenbucher erbaut wurde. Das Baugesuch erfolgte im Jahr 1904. Der Direktor C. Schöttle ließ später Umbauten verrichten.
- In der Nr. 83/1 (vorher Friedensstraße) befand sich das Geschäftshaus des Buchdruckereibesitzers Fritz Fegert. Es wurde nach den Plänen des Architekten H. E. Staiger erbaut. Bauleiter war der Ingenieur Paul Ensle der Firma Gustav Rohrbach. Das Bauwerk war mit dem der Karlstraße 55 zusammengebaut.